# Anton August Glückselig
Anton August Glückselig, též Gustav Thormund Legis-Glückselig (19. červen 1806 Praha – 28. leden 1867 Praha), byl pražský německojazyčný historik, spisovatel a válečný veterán.

## Život
Narodil se jako čtvrtý z pěti synů Bartoloměje Glückseliga (1788-1846), pražského učitele c. k. normální školy, z prvního manželství. Když jeho žena zemřela, oženil se podruhé, macecha Anežka byl jen o sedm let starší než syn Anton August. Absolvoval Akademické gymnasium v Praze, od roku 1823 pokračoval studiem filozofie a historie na Karlo-Ferdinandově univerzitě v Praze, studia nedokončil a odešel na vojnu, k 5. batalionu myslivců. Bydlel v Lipsku, kde byl 24. dubna 1828 prohlášen za válečného invalidu. Ve 20. letech se zabýval slavistikou, psal o severských Slovanech a jejich mytologii. Do Prahy se vrátil asi roku 1830, oženil se zde a svou další kariéru věnoval psaní historických statí a knih, převážně o Praze. Svá díla podepisoval Dr. Legis-Glückselig.
Roku 1836 mu stavovský sněm udělil funkci korunovačního historiografa. Z královské korunovace Ferdinanda V. vydal reprezentativní album litografií a knížku s jejím popisem. Samostatnou pozornost věnoval katedrále sv. Víta.
V letech 1852–1856 redigoval bohatě ilustrovanou Chronik von Böhmen a litoměřický Medauův Kalendář. Patřil k českým zemským patriotům německé národnosti.
Jeho extenzivní literární tvorba vychází vždy ze studia historických pramenů, osobní znalosti objektů, o kterých píše, a má romantickou fabulaci. Největší hodnotu mají topografická díla o pražských zajímavostech a památkách, které představuje jako průvodce Prahou pro cizí návštěvníky. Významná je také jeho edice rukopisu Jana Nepomuka Zimmermanna o zrušených pražských klášterech a kaplích. U svých publikací vždy dbal na kvalitní typografii a litografické ilustrace.
Statěmi přispíval do různých časopisů a sborníků, např. Libussa (v r. 1852 životopis Václava Hanky, aj.).
Ve stáří pobýval u Františka hraběte Thun-Hohensteina na zámku v Děčíně, jemuž pořádal archiv. Pro ikonografii umění má význam jeho stať Christus-Archäologie z roku 1862, o Mandylionu – obrazu Kristovy tváře krále Abgara z Edesse, s věnováním hraběti Thunovi. Zemřel v Praze.

## Rodina
Oženil se s Terezií Lippoldovou (1816–1867) z Litoměřicka, s níž v Praze vychoval tři děti. Prvorozený syn Ferdinand (1849–1913) se v Medauově oficíně v Litoměřicích vyučil litografem, ale zběhl od řemesla k vojsku, sloužil u myslivců, pak se toulal, a proto byl policií roku 1898 vypátrán a dopraven do pražské donucovací pracovny. Mladší syn August (* 1852) a dcera Františka (1858–1872) se nedožili dospělosti.

## Dílo

### Pragensia
- Topographischer Grundriss von Prag und dessen Umgebungen (1835)
- Illustrierter Wegweiser durch Prag (1853)
- Miniaturgemälde von Prag (1853)
- Diplomatische Geschichte der aufgehobenen Klöster und Capellen in der königl. Hauptstadt Prag. Aus der Handschrift des Joh. Nep. Zimmermann neu herausgegeben (1837).
- Geschichte Böhmens seit der Urzeit bis Gegenwart (1853)
- Aktenmässige Darstellung des königl. böhmischen Erbhuldigungs-, Belehnungs- und Krönungs-Ceremoniels (1836).
- Der Prager Dom zu St. Veit, geschichtlich und kunstarchäologisch dargestellt (1855).

### Ostatní historie
- Denkwürdigkeiten des Grafenhauses Thun-Hohenstein (1866)
- Kritische Beiträge zur slavischen Philologie